# 社宮神社
社宮神社（しゃぐうじんじゃ）は、静岡県浜松市にある神社。鎮守の杜に囲まれた神社である。

## 概要
道祖神として知られる岐神（ふなとのかみ、船戸神）を祀るが、これは明治維新後の国家神道政策によって変更を余儀なくさせられたものであり、本来の祭神はミシャグジ（御社宮司）であったとされる。境内には牛頭天王（須佐之男命）と阿弥陀如来を祀るという神仏習合の形を今なお残している。さまざまな呼称を持ち、「社宮司」或いは、「産宮神」とも呼ばれる。樹齢約四百年の鹿子木の巨木には、女性のシンボルの如き穴がポッカリと口を開け、やがては子授け、夫婦和合から子宝安産の霊験有りとして広まり、信仰を集めるようになっている。殊に、杓子で願いをすくい上げるという由縁にちなんで、神前へ杓子の献供が盛んになり、次第に子宝をすくい上げるという意に通じ、子授けや安産育子のお守りとなった。

## 祭神
- 本殿：岐神
- 境内社：牛頭天王（須佐之男命）

## 所在地
浜松市浜名区都田町7029